# Диньеш, Лайош
Лайош Диньеш (венг. Lajos Dinnyés, 16 апреля 1901, Дабаш, Австро-Венгрия — 3 мая 1961, Будапешт, Венгерская Народная Республика) — венгерский государственный деятель, премьер-министр Венгрии (1947—1948).

## Биография
Происходил из зажиточной реформатской дворянской семьи среднего класса, имел трех братьев. 
Получил среднее образование в реформатской средней школе в Будапеште. После окончания сельскохозяйственного колледжа и экономической академии в городе Кестхей, а также смерти отца с 1930 г. управлял небольшим родовым имением. В 1930 г. вступил в ряды Партии мелких сельских хозяев, которую он представлял в парламенте (1931—1939). Во время Второй мировой войны принимал активное участие в движении Сопротивления.
С 1945 г. до своей смерти он избирался членом и несколько раз заместителем председателя Национального Собрания, последний раз в 1958 г.
- Март-сентябрь 1947 гг. — министр обороны в правительстве Ференца Надя.
- 1947—1948 гг. — премьер-министр Венгрии. В этот период по инициативе лидера коммунистов Матьяша Ракоши правительство провело национализацию основных отраслей венгерской экономики и коллективизацию сельского хозяйства. Был отправлен в отставку после побега министра финансов страны Миклоша Ньяради в Швейцарию.
- 1948—1952 гг. — президент Объединенного научно-исследовательского института сельского хозяйства.
- 1952—1960 гг. — генеральный директор Национальной сельскохозяйственной библиотеки и Национального Центра сельскохозяйственной документации.